# Fiona pinnata
Fiona pinnata är en snäckart som först beskrevs av Johann Friedrich von Eschscholtz 1831.  Fiona pinnata ingår som enda art i släktet Fiona och släktet är enda släktet i familjen Fionidae. Inga underarter finns listade i Catalogue of Life.

## Bildgalleri

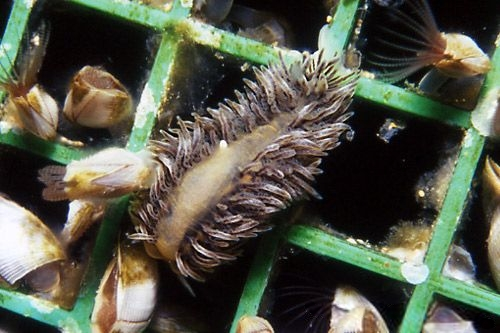
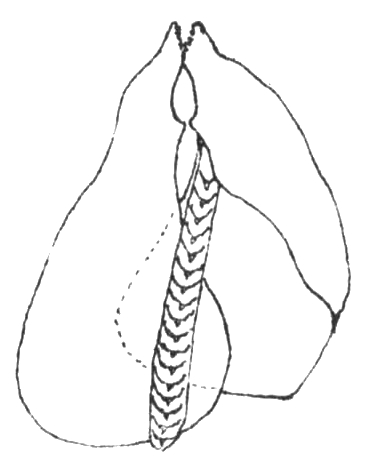
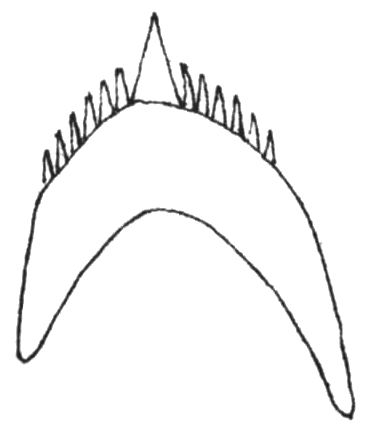